# Acucocha
Acucocha – peruwiańskie jezioro. Znajduje się w dystrykcie Tinyahuarco, w regionie Pasco, w odległości około 27 kilometrów od Tinyahuarco.